# Dickie Dare
Dickie Dare war der erste von Milton Caniff geschaffene Comicstrip. Der Comic, der von 1933 bis 1961 in diversen Zeitungen erschien, gilt als Vorläufer von Caniffs Strip Terry and the Pirates.

## Handlung und Figuren
Titelheld ist der zwölfjährige Dickie, der anfangs in seiner Phantasie zahlreiche Abenteuer mit Robin Hood, Robinson Crusoe und diversen anderen Protagonisten erlebt. Im Frühjahr 1934 wird ihm der erwachsene Schriftsteller Dan Flynn, ein Freund von Dickies Vater, zur Seite gestellt, mit dem er zusammen in tatsächliche Abenteuer verwickelt wird. Während Dickie in den Anfangsjahren als Zwölfjähriger auftritt, ist er am Ende zum Offiziersanwärter gereift.

## Veröffentlichung und Zeichner
Das erste Abenteuer von Dickie Dare erschien am 31. Juli 1933. Nachdem Caniff, der zuvor schon bei anderen Serien mitgewirkt hatte, im Herbst 1934 wegen seiner Arbeiten an Terry and the Pirates die Serie aufgegeben hatte (die letzte von Caniff gezeichnete Folge erschien am 1. Dezember 1934), wurde sie von Coulton Waugh übernommen. 1944 wurde der Comic von Waughs Assistentin Mabel Odin Burvik fortgesetzt. Ihr folgte Frank Matera, der wiederum von Waugh abgelöst wurde. Dieser hielt Dickie Dare bis zu dessen Einstellung im Jahr 1961.

## Bedeutung
Mittels Dickie Dare gelang es Caniff, die Aufmerksamkeit des Verlegers Joseph Medill Patterson zu erlangen, der Caniff abwarb, um für seine Zeitungen mit Terry and the Pirates einen neuen daily strip zu zeichnen. Die Konstellation erwachsener Draufgänger mit jugendlichem Begleiter, wie sie ab dem Frühjahr 1934 in Dickie Dare gegeben war, war auch die Startkonstellation von Terry and the Pirates, nur die Haarfarbe der beiden Hauptdarsteller wurde geändert. Dan Flynn wurde von Caniff auf Anraten eines Zeitungsverlegers hinzugefügt, der ihn darauf hingewiesen hatte, dass durch den Comicstrip insbesondere die erwachsenen Käufer der Zeitung angesprochen werden sollten.